# Acidovorax antarcticus
Acidovorax antarctius es una especie de bacteria gramnegativa del género Acidovorax. Fue descrita en el año 2021. Su etimología hace referencia a la Antártida. Es aerobia y móvil por flagelo polar. Tiene un tamaño de 0,6-0,8 μm de ancho por 2,2-2,5 μm de largo. Forma colonias circulares, convexas y amarillas en agar TSA tras 3 días de incubación. Temperatura de crecimiento entre 4-30 °C, óptima de 28 °C. Catalasa y oxidasa positivas. Se ha aislado del glaciar Collins, en la Antártida. 